# Hiroshi Jofuku
Hiroshi Jofuku (født 21. marts 1961) er en tidligere japansk fodboldspiller og træner.
Han har spillet for flere forskellige klubber i sin karriere, herunder Fujitsu.
Han har tidligere trænet FC Tokyo, Ventforet Kofu og Sanfrecce Hiroshima.